# Sebastian Michel
Sebastián Rodrigo Michel Hoffmann (La Paz, Bolivia; 17 de agosto de 1974) es un abogado, ingeniero agrícola, político boliviano. Actualmente ejerce como embajador plenipotenciario de Bolivia en Venezuela desde el 4 de diciembre de 2020 durante el gobierno del presidente Luis Arce Catacora. Ocupó también los cargos de Viceministro de Gestión Comunicacional de Bolivia desde el 2 de mayo de 2012 hasta el 14 de diciembre de 2014 durante el segundo gobierno del presidente Evo Morales Ayma, así como también se desempeñó ya anteriormente como embajador de Bolivia en Venezuela desde el 5 de enero de 2018 hasta el 15 de noviembre de 2019.

## Biografía
Sebastian Michel nació el 17 de agosto de 1974 en Chile. Salió bachiller del Colegio Don Bosco el año 1992. Se tituló como abogado de profesión y luego como ingeniero agrícola.
Durante su vida laboral, Sebastian Michel trabajó inicialmente en el Gobierno Autónomo Municipal de La Paz desde el año 2000 hasta 2005 durante la primera gestión del alcalde Juan del Granado del Movimiento Sin Miedo (MSM). Posteriormente ingresó a trabajar al Ministerio de la Presidencia de Bolivia desde el 2006 hasta 2008 durante la gestión de Juan Ramon Quintana, luego estuvo como asesor en Yacimientos Petrolíferos Fiscales Bolivianos (YPFB Corporación) desde 2015 hasta 2016.

### Viceministro de Gestión Comunicacional de Bolivia (2012-2014)
El 2 de mayo de 2012, la entonces Ministra de Comunicación de Bolivia Amanda Dávila posesiona al abogado paceño Sebastian Michel de 37 años de edad como el nuevo viceministro de gestión comunicaciónal en reemplazo de Oscar Silva Flores. Michel estaría en dicho puesto por un lapso de tiempo de 2 años y 7 meses, cuando decidió renunciar a su alto cargo el 30 de diciembre de 2014 para participar en las elecciones subnacionales de 2015.

### Elecciones subnacionales de 2015
En marzo de 2015, Sebastian Michel participó en las elecciones subnacionales de ese año como candidato al cargo de concejal por el municipio de La Paz en representación del partido político del Movimiento al Socialismo (MAS-IPSP), pero no pudo ingresar al concejo municipal debido a que no logró obtener la 
votación mínima requerida para acceder a dicho cargo.

### Embajador de Bolivia en Venezuela (2018-2019)
El 21 de diciembre de 2017, el Presidente de Bolivia Evo Morales Ayma lo designó como nuevo embajador plenipotenciario de Bolivia en Venezuela en reemplazo del militar Luis Trigo Antelo quien se encontraba en Venezuela desde el año 2013 como embajador.
El 5 de enero de 2018, el canciller Fernando Huanacuni posesionó en dicho cargo a Sebastián y el 5 de febrero Michel ya presentaba cartas credenciales ante el Presidente de Venezuela Nicolás Maduro Moros en la ciudad de Caracas.
Permaneció en ese alto cargo diplomático por un lapso de tiempo de 1 año y 10 meses cuando fue destituido por el Gobierno de Jeanine Áñez a través de su canciller Karen Longaric el 15 de noviembre de 2019 quien además rompió relaciones diplomáticas con el gobierno venezolano de Nicolás Maduro.
Michel retornó a Bolivia y asumió las funciones de vocero comunicacional del partido del Movimiento al Socialismo (MAS-IPSP)